# Lucha Internacionalista
Lucha Internacionalista es un partido político de España de carácter marxista y trotskista, fundado en 1999 como escisión del Partido Revolucionario de los Trabajadores. Es parte de la Unidad Internacional de los Trabajadores - Cuarta Internacional.

## Ideología
Se declara un partido revolucionario, aboga por la autodeterminación de los pueblos dentro de España y es miembro de la Unidad Internacional de los Trabajadores - Cuarta Internacional. La ideología marxista, leninista y trotskista. La lucha por el socialismo mediante la teoría de la revolución permanente.

## Participación electoral
De cara a las elecciones al Parlamento de Cataluña de 2010 formó parte de Desde Baix, coalición formada junto con Revolta Global, Corriente Roja y exmilitantes críticos de ICV-EUiA.
En las elecciones generales de 2011 se presentó junto a Izquierda Anticapitalista, Revolta Global, Los Verdes de la Comunidad de Madrid y En Lucha en la candidatura Anticapitalistas. De cara a las elecciones al Parlamento de Cataluña de 2012 dio su apoyo a la candidatura de Candidatura d'Unitat Popular.

## Internacional
Luego de años de coordinación con la Unidad Internacional de los Trabajadores - Cuarta Internacional, en agosto del 2013 se realizó un congreso de unificación, donde Lucha Internacionalista pasó a ser miembro pleno la misma.